# Górecki / Aukso
Górecki / Aukso – drugi album z serii Mistrzowie muzyki, z czterema kompozycjami kameralnymi Henryka Mikołaja Góreckiego, które nagrała Orkiestra Kameralna Miasta Tychy 'Aukso' pod dyr. Marka Mosia, wydany pod koniec 2014 roku przez Instytucję Kultury Katowice – Miasto Ogrodów (nr kat. 73000003). Grę fortepianową wykonały Anna Górecka oraz Joanna Galon-Frant, na klawesynie zagrał Marek Toporowski. Płyta uzyskała nominację do Fryderyka 2016 w kategorii Album Roku – Muzyka Symfoniczna i Koncertująca.

## Lista utworów
1. Koncert na klawesyn i orkiestrę smyczkową op. 40
2. Małe requiem dla pewnej polki op. 66
3. Pieśni o radości i rytmie op. 7
4. Trzy utwory w dawnym stylu